# Gieorgij Cybulnikow
Gieorgij Cybulnikow (ros. Георгий Владимирович Цыбульников, ur. 21 listopada 1966) – rosyjski kajakarz, brązowy medalista olimpijski z Atlanty.
Zawody w 1996 były jego jedynymi igrzyskami olimpijskimi. Zajął trzecie miejsce w czwórce kajakowej na dystansie 1000 metrów, tworzyli ją ponadto Oleg Gorobij, Siergiej Wierlin i Anatolij Tiszczenko. Dwukrotnie był medalistą mistrzostw świata, zdobył brąz w kajakowej czwórce na dystansie 10000 metrów w 1993 i w 1998 na dystansie 1000 metrów.